# Ę̂
Ę̂ (minuscule : ę̂), appelé E accent circonflexe ogonek, est une lettre latine utilisée dans l’écriture du danezaa, du han, du moyen bas allemand, et du tagish.
Il s’agit de la lettre E diacritée d’un accent circonflexe et d’un ogonek.

## Représentations informatiques
Le E accent circonflexe ogonek peut être représenté avec les caractères Unicode suivants : 
- composé et normalisé NFC (latin étendu A, diacritiques) :

| formes    | représentations | chaînes de caractères | points de code | descriptions                                                    |
| --------- | --------------- | --------------------- | -------------- | --------------------------------------------------------------- |
| capitale  | Ę̂               | Ę◌̂                    | U+0118 U+0302  | lettre majuscule latine e ogonek diacritique accent circonflexe |
| minuscule | ę̂               | ę◌̂                    | U+0119 U+0302  | lettre minuscule latine e ogonek diacritique accent circonflexe |

- décomposé et normalisé NFD (latin de base, diacritiques) :

| formes    | représentations | chaînes de caractères | points de code       | descriptions                                                                |
| --------- | --------------- | --------------------- | -------------------- | --------------------------------------------------------------------------- |
| capitale  | Ę̂               | E◌̨◌̂                   | U+0045 U+0328 U+0302 | lettre majuscule latine e diacritique ogonek diacritique accent circonflexe |
| minuscule | ę̂               | e◌̨◌̂                   | U+0065 U+0328 U+0302 | lettre minuscule latine e diacritique ogonek diacritique accent circonflexe |